# Bezu wakefieldi
Bezu wakefieldi är en insektsart som först beskrevs av White 1878.  Bezu wakefieldi ingår i släktet Bezu och familjen styltskinnbaggar. Inga underarter finns listade i Catalogue of Life.